# 贪婪牛蚁
贪婪牛蚁（学名：Myrmecia gulosa）又称贪食牛蚁或瑰丽大红牛蚁，是牛蚁属的模式种，并且属于其下的贪食种团。它在整个澳大利亚东部地区都很丰富。

## 分类
第一个贪婪牛蚁的标本于 1770 年由约瑟夫·班克斯 (Joseph Banks)收集，这是第一批被欧洲人收集和描述的澳大利亚昆虫之一。

## 描述
该物种为体型较大的蚂蚁物种之一，成年个体的体长可达 15 毫米至 30 毫米体长。头部和胸部通常为红棕色；腹部后半部分为黑色，上颚为棕黄色。成虫的特征是拥有长而有力的锯齿状上颚和带有毒液的刺，能够引起持续数天的剧烈疼痛。与大多数其他蚂蚁物种不同，牛蚁属的蚂蚁缺乏化学感官的能力 ；然而，它们那超强的视力弥补了这一缺点，它们可以发现两米以外的入侵者并迅速做出反应。

## 栖息地
贪婪牛蚁在澳大利亚东部大量存在。它们可以在昆士兰州沿海地区和新南威尔士州东部找到。它们分布在澳大利亚首都领地和墨累达令盆地。 在昆士兰州的黑山、布里斯班、弗莱彻、斯坦索普和圣乔治都曾发现过贪婪牛蚁的群落，而在新南威尔士州的利斯莫尔、阿米代尔、纳拉布里、克拉伦斯河、塔里和悉尼（科莫、奥特利和利物浦郊区）也发现了贪婪牛蚁的群落。 
它们已证实分布于维多利亚州、塔斯马尼亚州、南澳大利亚州、北领地和西澳大利亚州。标本发现、收集和记录于 2024 年 2 月 5 日（维多利亚） 根据收集的标本，它们生活在海拔121至2,000米（400至6,600英尺） 。  贪婪牛蚁通常会建造小土丘，它们喜欢在开阔的地方经常觅食。在烧毁区域周围经常可以看到觅食的工蚁。 

## 行为
贪婪牛蚁被视为一种相对“原始”的蚂蚁，以单独觅食而闻名，它们偶尔会彼此不合作，与更“先进”的物种相比，它们的社会行为发展较差。它们是出了名的凶猛猎手，能够制服诸如蜜蜂和其他蚂蚁等强大的猎物。成虫无法吃固体食物，只能靠猎物昆虫的汁液为食（与虎头蜂相似）；而猎物的肉则被喂给蚁群的幼虫。它们的食物由工蚁自己的未受精卵补充，这些卵通常被喂养给蚁后和幼虫。
巢穴采用隧道系统建造，可能相当庞大。

## 外部图像
- 维基共享资源上的相關多媒體資源：贪婪牛蚁
- Myrmecia gulosa - Antweb